# Modo Avião
Modo Avião é um filme brasileiro de comédia romântica, dirigido por César Rodrigues e escrito por Alberto Bremmer com Renato Fagundes e Alice Name-Bomtempo. O longa é uma produção da Fábrica em parceria com a Netflix e estreou em 23 de fevereiro de 2020 no streaming. A trama acompanha a jornada de uma influenciadora digital viciada em redes sociais que é enviada para uma casa de campo sem sinal. Lá, longe da internet, ela embarca em um processo de autodescoberta que transforma sua vida. 
Estrelado por Larissa Manoela, Erasmo Carlos e André Luiz Frambach, o filme marca a estreia da atriz como contratada da plataforma e traz a última atuação de Erasmo Carlos no cinema.

## Sinopse
Ana (Larissa Manoela), uma estudante de moda com o sonho de se tornar uma grande estilista, vê sua vida mudar ao receber uma proposta para ser influenciadora digital de uma marca renomada. Seduzida pela ideia do sucesso rápido, ela abandona o sonho para se dedicar integralmente às redes sociais. No entanto, o que parecia ser uma grande oportunidade acaba se tornando uma rotina tóxica, especialmente por causa da pressão constante de sua controladora chefe, Carola (Katiuscia Canoro).
Consumida pelo vício no celular e pela busca incessante por likes e aprovação online, Ana sofre um grave acidente de carro enquanto dirigia distraída. Como consequência, ela é obrigada a se afastar das redes e vai para a casa do avô Germano (Erasmo Carlos), em uma fazenda isolada no interior, onde não há sinal de celular — e muito menos espaço para selfies.
Lá, contrariada no início, Ana se vê forçada a encarar um detox digital e, aos poucos, reconecta-se com sua essência, redescobrindo o valor da família, das relações reais e do silêncio. É nesse novo cenário que ela também conhece João (André Luiz Frambach), um jovem chefe de cozinha local e amigo do avô, com quem desenvolve uma relação especial. Entre reflexões, reencontros e novos sentimentos, Ana embarca em uma jornada de autoconhecimento que transforma profundamente sua maneira de viver e de se ver no mundo.

## Elenco
- Larissa Manoela como Ana Monteiro
- André Luiz Frambach como João Vidal
- Erasmo Carlos como Germano Monteiro
- Katiuscia Canoro como Carola
- Sílvia Lourenço como Laura Monteiro
- Michel Bercovitch como Inácio Monteiro
- Eike Duarte como Gil
- Nayobe Nzainab como Julia Vidal
- Mariana Amâncio como Rebeca Vidal
- Dani Ornellas como Antônia Vidal
- Phellyx Moura como Fausto
- Helga Nemeczyk como Vitoria
- Amanda Orestes como Mara
- Victória Maranho como Clara

## Produção
Em abril de 2019, foi anunciado durante o evento Rio2C (Rio Creative Conference) 2019 que a Netflix produziria seu primeiro filme de comédia brasileiro estrelado por Larissa Manoela. Em julho de 2019, foi anunciado que Erasmo Carlos, Katiuscia Canoro, André Frambach e Dani Ornellas se juntaram ao elenco do filme.

## Recorde
Depois de pouco mais de um mês do lançamento, o filme bateu recorde de audiência na Netflix. O longa foi anunciado como sendo mais visto da plataforma de streaming em língua não inglesa - dois terços da audiência de Modo Avião estão nos Estados Unidos, México, França e Alemanha.[carece de fontes?]